# Long Sutton (Somerset)
Long Sutton is een civil parish in het bestuurlijke gebied South Somerset, in het Engelse graafschap Somerset met 833 inwoners.

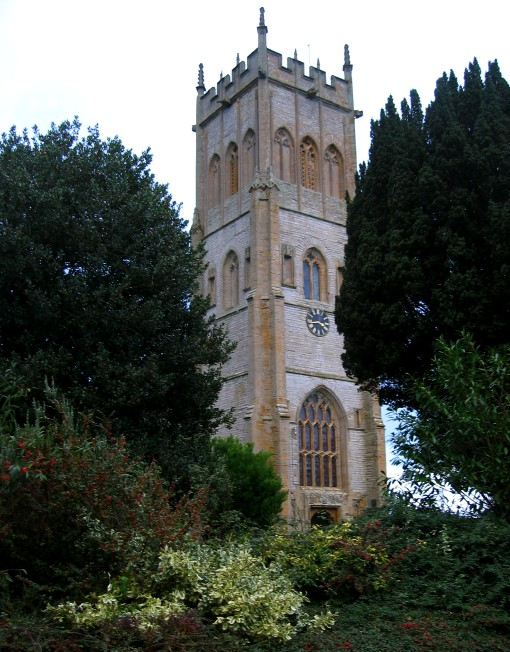
Holy Trinity, Long Sutton